# Pterygotrigla macrorhynchus
Pterygotrigla macrorhynchus är en fiskart som beskrevs av Kamohara, 1936. Pterygotrigla macrorhynchus ingår i släktet Pterygotrigla och familjen knotfiskar. Inga underarter finns listade i Catalogue of Life.